# From the Choirgirl Hotel
From the Choirgirl Hotel is het vierde studioalbum van de Amerikaanse singer-songwriter Tori Amos.
Het album is door Amos zelf geproduceerd en uitgebracht op 5 mei 1998. Afwijkend van haar vorige albums bevat dit album meer elementen van elektronische muziek volledige band-ondersteuning, in plaats van het meer minimalistische pianospel. Het album kwam binnen op nummer 5 in de Billboard 200 en nummer 6 in het VK. De top 10 werd ook behaald in Australië, Canada en Noorwegen. In de Nederlandse hitlijst haalde het album de 24e plek, in de Vlaamse  lijst plek 13. From the Choirgirl Hotel is qua verkoopcijfers, met 778.000 stuks in de eerste tien jaar, Amos' populairste album in de VS. Dit album leverde haar twee Grammynominaties op: voor 'Best Alternative Music Performance' en, voor de single "Raspberry Swirl", voor 'Best Female Rock Vocal Performance'.
Van het album zijn drie singles afkomstig. De eerste single, "Spark" was Amos' laatste Top 40-hit in het VK. De andere twee singles zijn "Jackie's Strength" en de single met dubbele-A-kant "Cruel"/"Raspberry Swirl".

## Tracklijst
Alle muziek en teksten zijn geschreven door Tori Amos. 
| Nr. | Titel                                             | Duur |
| --- | ------------------------------------------------- | ---- |
| 1.  | Spark                                             | 4:13 |
| 2.  | Cruel                                             | 4:07 |
| 3.  | Black-Dove (January)                              | 4:38 |
| 4.  | Raspberry Swirl                                   | 3:58 |
| 5.  | Jackie's Strength                                 | 4:26 |
| 6.  | i i e e e                                         | 4:07 |
| 7.  | Liquid Diamonds                                   | 6:21 |
| 8.  | She's Your Cocaine                                | 3:42 |
| 9.  | Northern Lad                                      | 4:19 |
| 10. | Hotel                                             | 5:19 |
| 11. | Playboy Mommy                                     | 4:08 |
| 12. | Pandora's Aquarium                                | 4:45 |
| 13. | Purple People (bonus track op de Japanse uitgave) | 4:12 |

## Bezetting
- Tori Amos - keyboards, zang
- Steve Caton - gitaar
- George Porter Jr., Justin Meldal-Johnsen – bas
- Matt Chamberlain – drums
- Andy Gray - programmeren